# Calosoma protractum
Calosoma protractum är en skalbaggsart som beskrevs av Leconte 1862. Calosoma protractum ingår i släktet Calosoma och familjen jordlöpare. Inga underarter finns listade i Catalogue of Life.